# 参宿增四
獵戶座27，又名BD-01 886，HD 35410、SAO 132070、HR 1787，是獵戶座的一颗恒星，视星等为5.08，位于銀經203.46，銀緯-19.68，其B1900.0坐标为赤經5h 19m 23.8s，赤緯-0° -19.68′ 14″。